# Stefania Czupała-Hołoga
Stefania Janina Czupała-Hołoga (ur. 28 września 1938 w Rudzie) – polska prawniczka, nauczycielka i polityk, posłanka na Sejm X kadencji.

## Życiorys
Ukończyła studia na Uniwersytecie Jagiellońskim w 1963, uzyskując tytuł zawodowy magistra prawa. Następnie studiowała na studiach podyplomowych m.in. prawo wynalazcze i handel zagraniczny na Uniwersytecie Śląskim. Pracowała w Okręgowym Przedsiębiorstwie Geodezyjno-Kartograficznym w Katowicach, następnie w Zakładzie Innowacyjno-Wdrożeniowym „Holduct” w Pszczynie, gdzie była również nauczycielką w lokalnym liceum ogólnokształcącym. Była doradcą do spraw prowadzenia handlu zagranicznego i sekretarzem klubu Polskiego Związku Katolicko-Społecznego.
W 1989 uzyskała mandat posłanki na Sejm kontraktowy w okręgu chorzowskim z puli PZKS. Należała do Komisji Konstytucyjnej, Regulaminowej i Spraw Poselskich, Ustawodawczej, a także pięciu komisji nadzwyczajnych. Po 1991 nie angażowała się politycznie, działając społecznie w lokalnym Stowarzyszeniu na rzecz Przeciwdziałania Uzależnieniom „Zmaganie”.
W 1974 odznaczona Złotym Krzyżem Zasługi.